# Ventosa (La Rioja)
Ventosa ist ein Dorf und eine Gemeinde (municipio) mit 189 Einwohnern (Stand: 2020) im Nordosten der spanischen Autonomen Region La Rioja. Sie gehört zum Weinbaugebiet der Rioja Baja. 

## Lage und Klima
Ventosa liegt etwa 15 km (Fahrtstrecke) westsüdwestlich der Provinzhauptstadt Logroño in einer Höhe von ca. 525 m. Das Klima ist gemäßigt bis warm; Regen (ca. 733 mm/Jahr) fällt überwiegend im Winterhalbjahr.

## Bevölkerungsentwicklung
| Jahr      | 1970 | 1981 | 1991 | 2001 | 2011 | 2021 |
| Einwohner | 277  | 182  | 148  | 129  | 166  | 214  |

## Wirtschaft
In früheren Jahrhunderten lebten viele Einwohner des Ortes weitgehend als Selbstversorger direkt oder indirekt (als Handwerker und Gewerbetreibende) von der in der Umgebung betriebenen Landwirtschaft. 

## Sehenswürdigkeiten

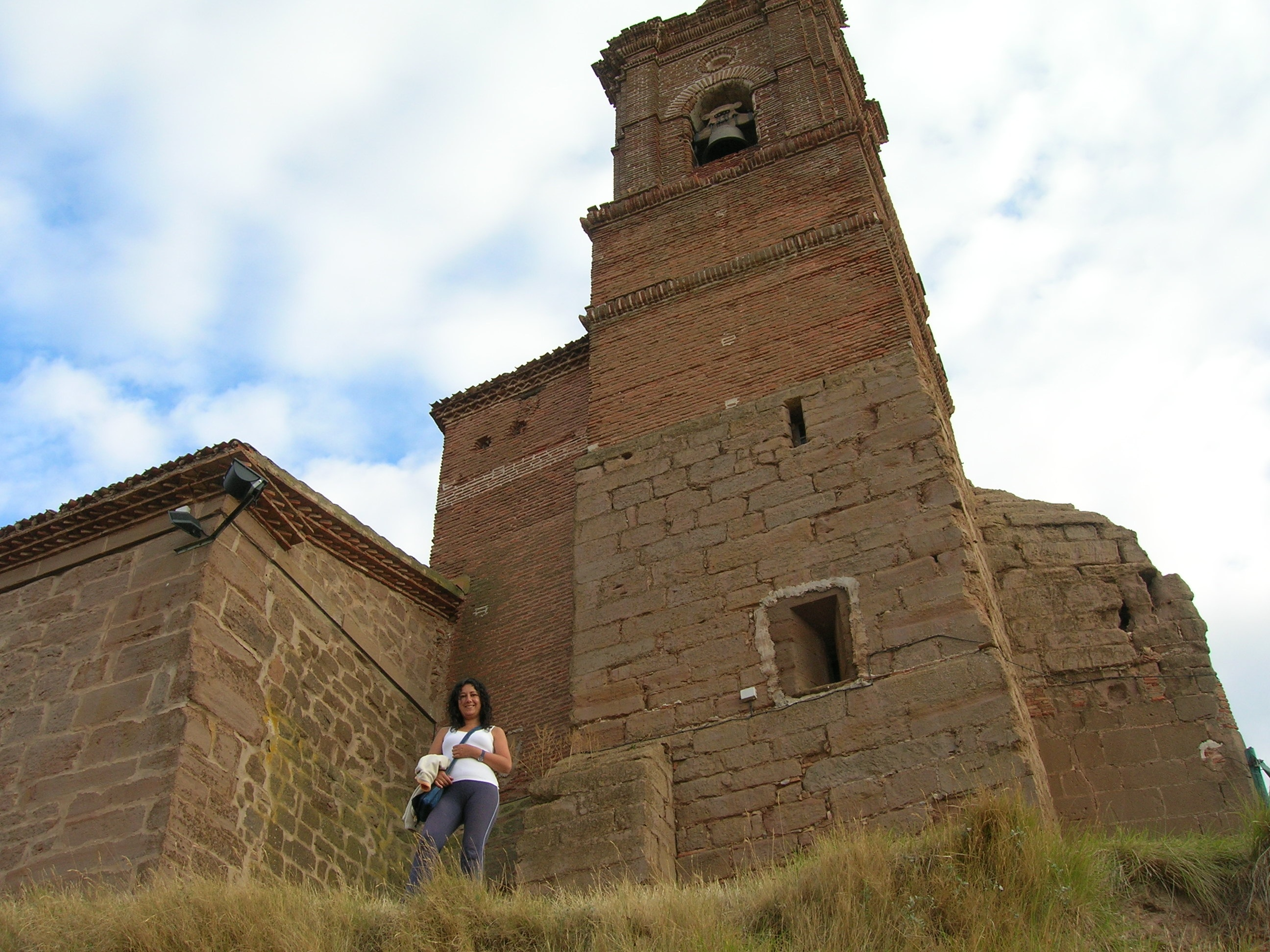
Saturninuskirche

- Saturninuskirche

## Persönlichkeiten
- Basilio García (genannt Don Basilio de Logroño, 1791–1844), Militär